# Centrale féline belge
Pour les articles homonymes, voir CFB.
La Centrale féline Belge (CFB) est un registre d'élevage belge. Elle est le fruit du rapprochement de deux grands clubs belges, le Félin's Fan Club (créé en 1989) et le Cat's Fancier of Belgium (créé en 1964). La CFB gère les chats de races et les expositions félines en Belgique.

## Historique
Le Félin's Fan Club de Belgique (FFCB) est fondé le 17 juin 1989 par plusieurs passionnés de chats désireux de créer une association féline solidement gérée. Les adhérents à la FFCB bénéficiaient de trois juges internationaux et de pedigrees acceptés par les grandes associations internationales.
Le Cat's Fanciers of Belgium ou Club félin de Belgique est créé en 1964 par Madame d'Haeselaer avec l'aide de Madame de Saint Palais, présidente du cercle Félin de Paris. Ce club s'est notamment illustré en organisant la première exposition féline sur une seule journée dans le hall sportif de Sambreville.
La Centrale Féline Belge est née de la fusion du Félin's Fan Club de Belgique et du Cat's Fanciers of Belgium. 

## Activités
La CFB tient les arbres généalogiques des chats de race inscrits chez eux. Ils enregistrent les déclarations de saillie et de naissance et, par la suite, délivrent les pedigrees retraçant les ancêtres du chat sur quatre générations. 
Ils tiennent également à jour le registre des élevages agréés et traitent les demandes de nouveaux élevages. Ils organisent quatre fois par an des expositions, dont la plus grande exposition belge, organisée chaque année au mois de février à Bruxelles.

## Races reconnues

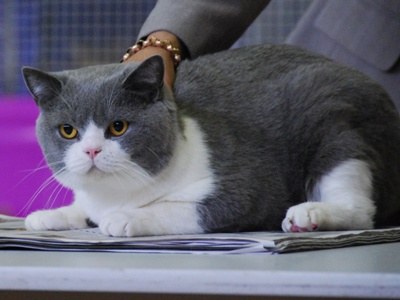
British shorthair

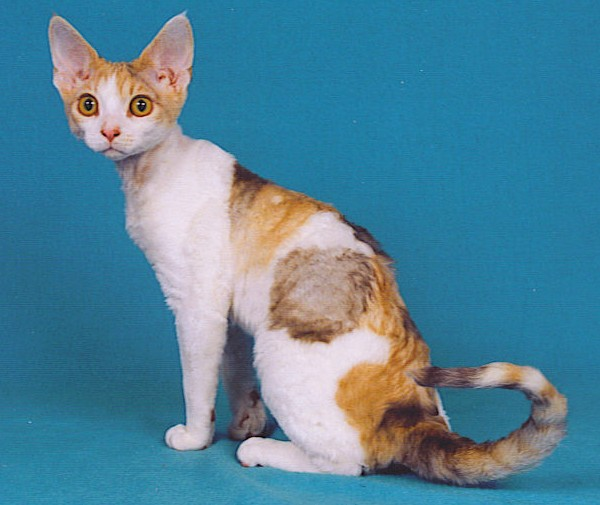
Devon rex

La Centrale féline belge reconnaît de nombreuses races, parmi celles-ci:
- Bengal
- British shorthair
- Chartreux
- Munchkin à poil court et à poil long
- Oriental shorthair
- Cornish rex
- Devon rex
- Scottish Fold
- Siamois
- Balinais
- Birman
- Norvégien
- British longhair
- Highland fold
- Maine coon
- Mandarin
- Ragdoll
- Persan
- Sphynx